# 四階楼
四階楼（しかいろう）は、山口県熊毛郡上関町室津字築出町にある木造西洋建築物である。以前は旅館「四海楼」として営業していたこともある。現在は国の重要文化財に指定されている。

## 概要
四階楼が完成したのは1879年であった。この建物の施工主は幕末に第二騎兵隊の参謀を勤めた小方謙九郎で、明治維新後に故郷に戻り回漕業や汽船宿を営んでいた人物である。
四階楼はその名の通り4階建てで西洋建築に見られるコーナーストーン（隅石）が使われているが、伝統的な木造の上に漆喰を施し西洋風の縦長の窓ガラスを付け、屋根は寄棟造りで桟瓦葺きである。そのため擬洋風建築とも呼ばれている。
4階建てであるが、延べ床面積約160m2と広くなく、一層あたりの高さは2.2m、桁行は6.79m（1・2階は7.79m）、梁間は各5.67mで比較的小規模な建築物である。内装は和洋折衷で3階には唐獅子、4階には鳳凰の装飾がある。また四階は18畳1室で四方にはステンドグラスがはめこまれている。そのため奇抜な建築であるが、設計者は誰であったかは不明である。
建築当初は、小方の住宅兼店舗ないしは汽船宿として利用されていた。その後、1925年から旅館「四階屋」、1957年から1991年まで旅館「四海荘」として営業していた。1999年に保存修理工事が行われ2005年に国の重要文化財に指定された。

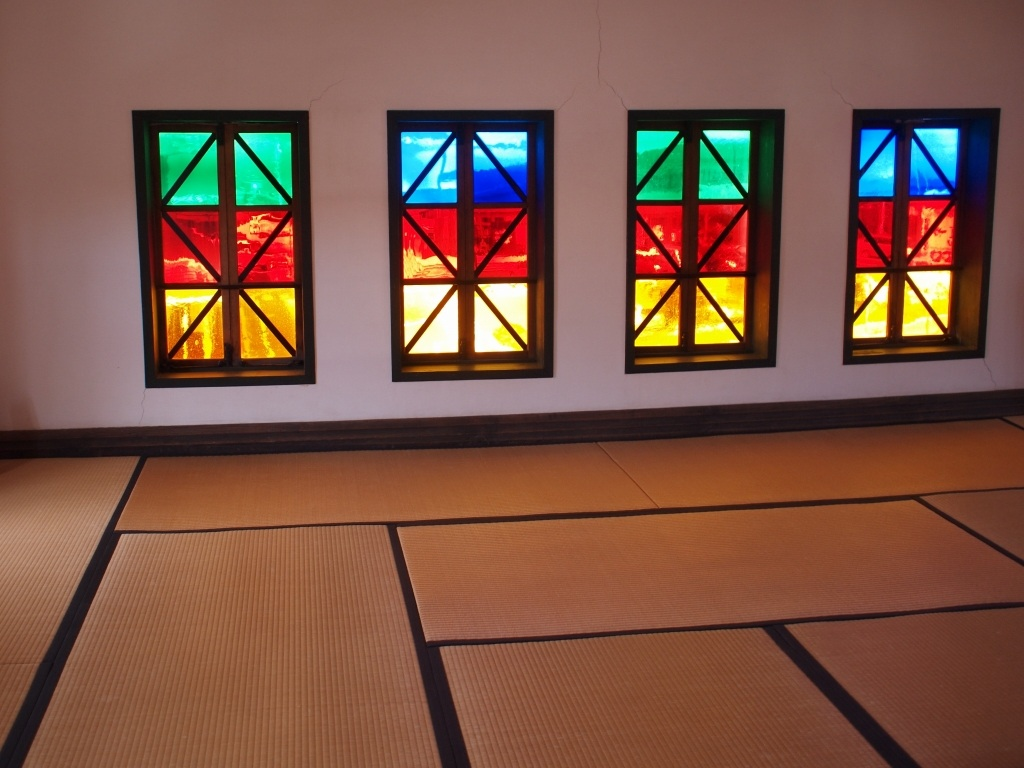
四階楼内部のステンドグラス
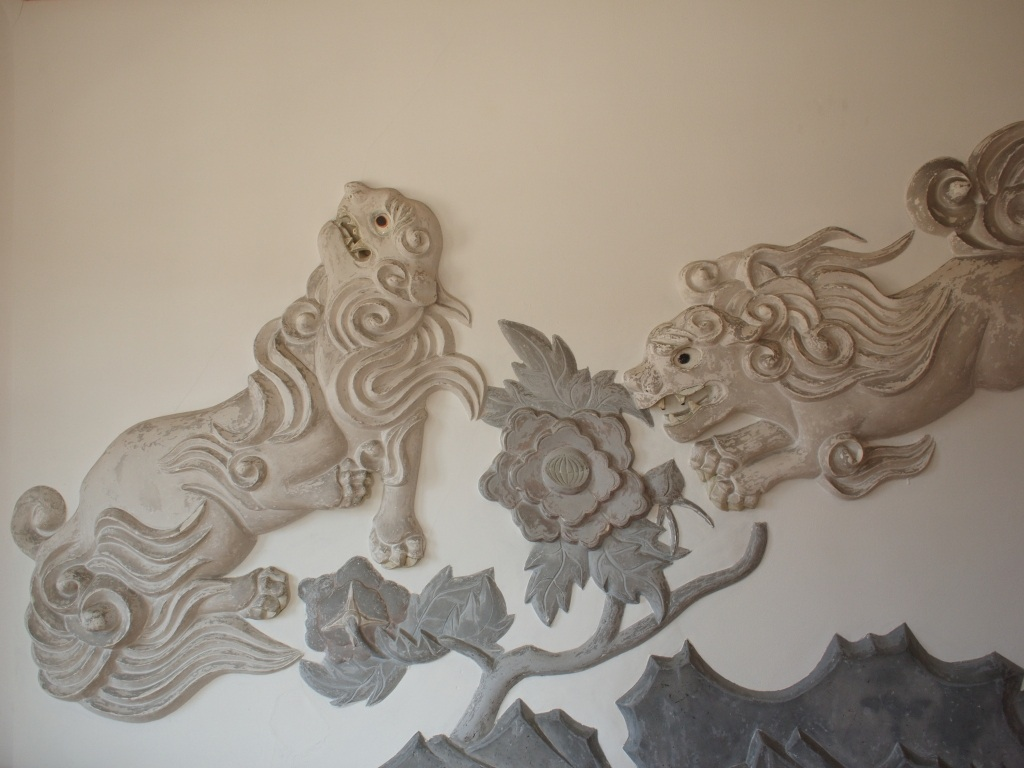
四階楼内部の装飾